# Budy Czarnockie
Budy Czarnockie – wieś w Polsce położona w województwie podlaskim, w powiecie łomżyńskim, w gminie Piątnica.
| SIMC    | Nazwa    | Rodzaj    |
| ------- | -------- | --------- |
| 0403420 | Pokrzywy | część wsi |

W latach 1975–1998 miejscowość administracyjnie należała do województwa łomżyńskiego.
Wierni kościoła rzymskokatolickiego należą do parafii Przemienienia Pańskiego w Piątnicy.

## Historia
Na podstawie konwencji z 1779 r., aprobowanej przywilejem królewskim, za wsie Nadrzecze, Piasutno i Kolimagi, odstąpione księciu Antoniemu Sułkowskiemu, Mateusz Czarnek, szambelan Stanisława Augusta Poniatowskiego, otrzymał w dożywotnie posiadanie wsie: Piątnica, Czarnocin i Budy wydzielone z leśnictwa kupiskiego z warunkiem, że poddani wsi Borkowo prócz danin i czynszów oddawanych do dworu kupiskiego mają wykonywać robocizny w folwarku piątnickim. Mateusz Czarnek dzierżawę powyższą posiadał, aż do rozbiorów Polski i za czasów pruskich.
W latach 1921–1939 wieś leżała w województwie białostockim, w powiecie łomżyńskim, w gminie Drozdowo.
Według Powszechnego Spisu Ludności z 1921 roku wieś zamieszkiwało 314 osób w 46 budynkach mieszkalnych. Miejscowość należała do parafii rzymskokatolickiej w Drozdowie. Podlegała pod Sąd Grodzki i Okręgowy w Łomży; właściwy urząd pocztowy mieścił się w Łomży.
W wyniku napaści ZSRR na Polskę we wrześniu 1939 miejscowość znalazła się pod okupacją sowiecką. Od czerwca 1941 roku pod okupacją niemiecką. Od 22 lipca 1941 r.  do wyzwolenia włączona w skład okręgu białostockiego III Rzeszy.
Do 1954 roku miejscowość należała do gminy Drozdowo. Z dniem 18 sierpnia 1945 roku została wyłączona z woj. warszawskiego i przyłączona z powrotem do woj. białostockiego. W latach 1975–1998 miejscowość administracyjnie należała do województwa łomżyńskiego.

### Folwark Budy Czarnockie
W 1835 r. Michał Żukowski tajny radca do szczególnych poleceń przy Iwanie Paskiewiczu, otrzymał donację majoratu Mały Płock i Piątnica, o pow. 4791 mórg 274 pręty, przynoszący roczny dochód 20000 złotych (3000 rubli). W skład tego majątku wchodził folwark Budy Czarnockie.

### Folwark Pokrzywy
Na początku XX w. właścicielem folwarku Pokrzywy był Józef Karwowski, a przed II wojną światową, jego syn Jan (ur. 1901) żonaty z Marią St. Skibicką (ur. 1911), który w czasie wojny został aresztowany i zginął w obozie koncentracyjnym. Majątek Pokrzywy o pow. 183,00 ha został rozparcelowany 16 marca 1945 roku.

### Nazwa
Na starych mapach pochodzących z końcówki XVII wieku, miejscowość jest określana nazwą „Budy”.